# 市立古代艺术博物馆

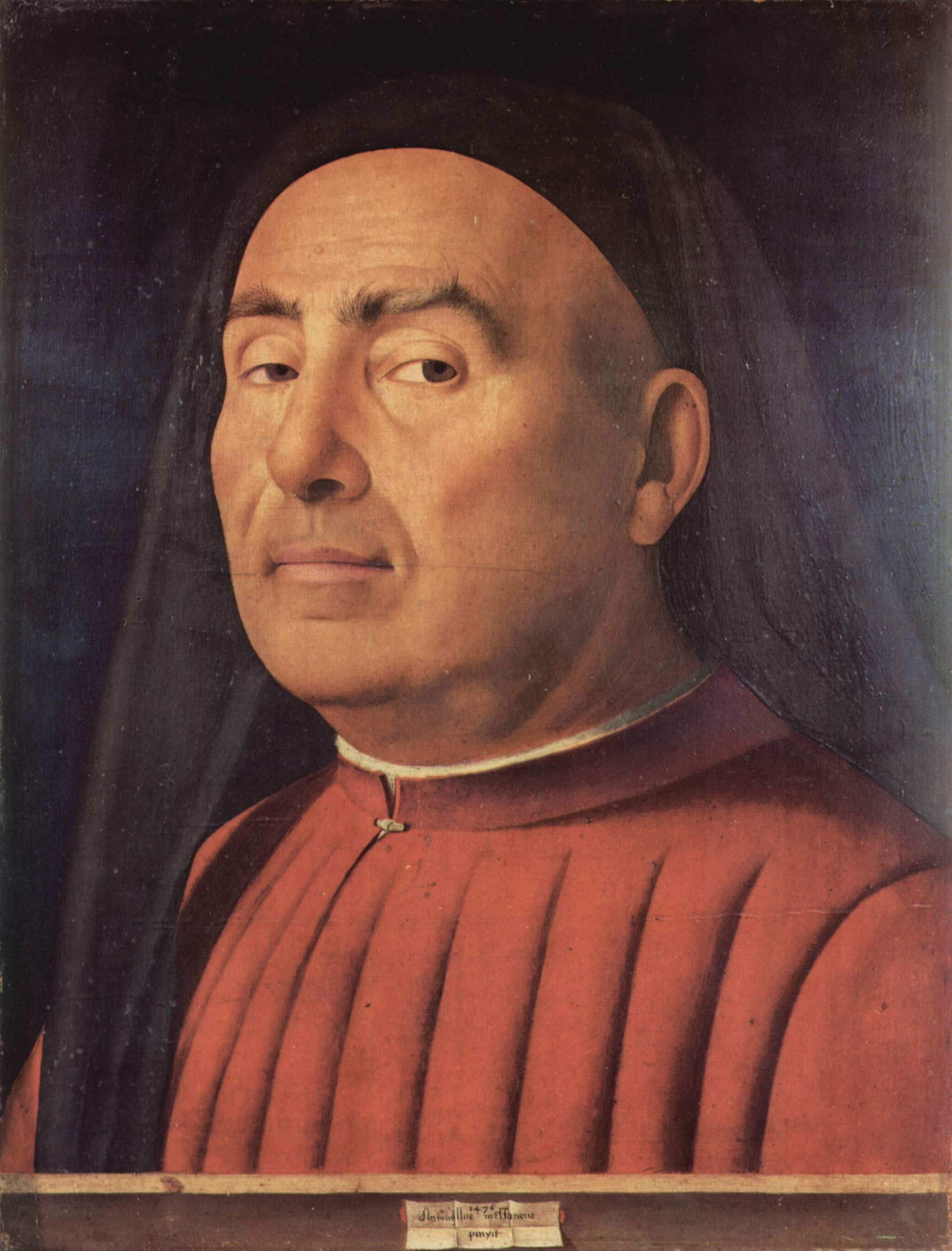
Trivulzio Portrait (1476), Antonello da Messina.

市立古代艺术博物馆（Museo civico d'arte antica）是意大利都灵的一座博物馆，设于夫人宫（Palazzo Madama）。
博物馆以收藏中世纪、文艺复兴和巴洛克时期的绘画作品而著称，经过几年的修复，于2006年重新开放。
45°4′15.95″N 7°41′7.72″E / 45.0710972°N 7.6854778°E

## 历史
博物馆成立于1934年，

## 描述
博物馆共有35个房间，分为四层。底楼专门收藏中世纪的作品，一楼是哥特式和文艺复兴，二楼是巴洛克作品，而顶楼与装饰有关。

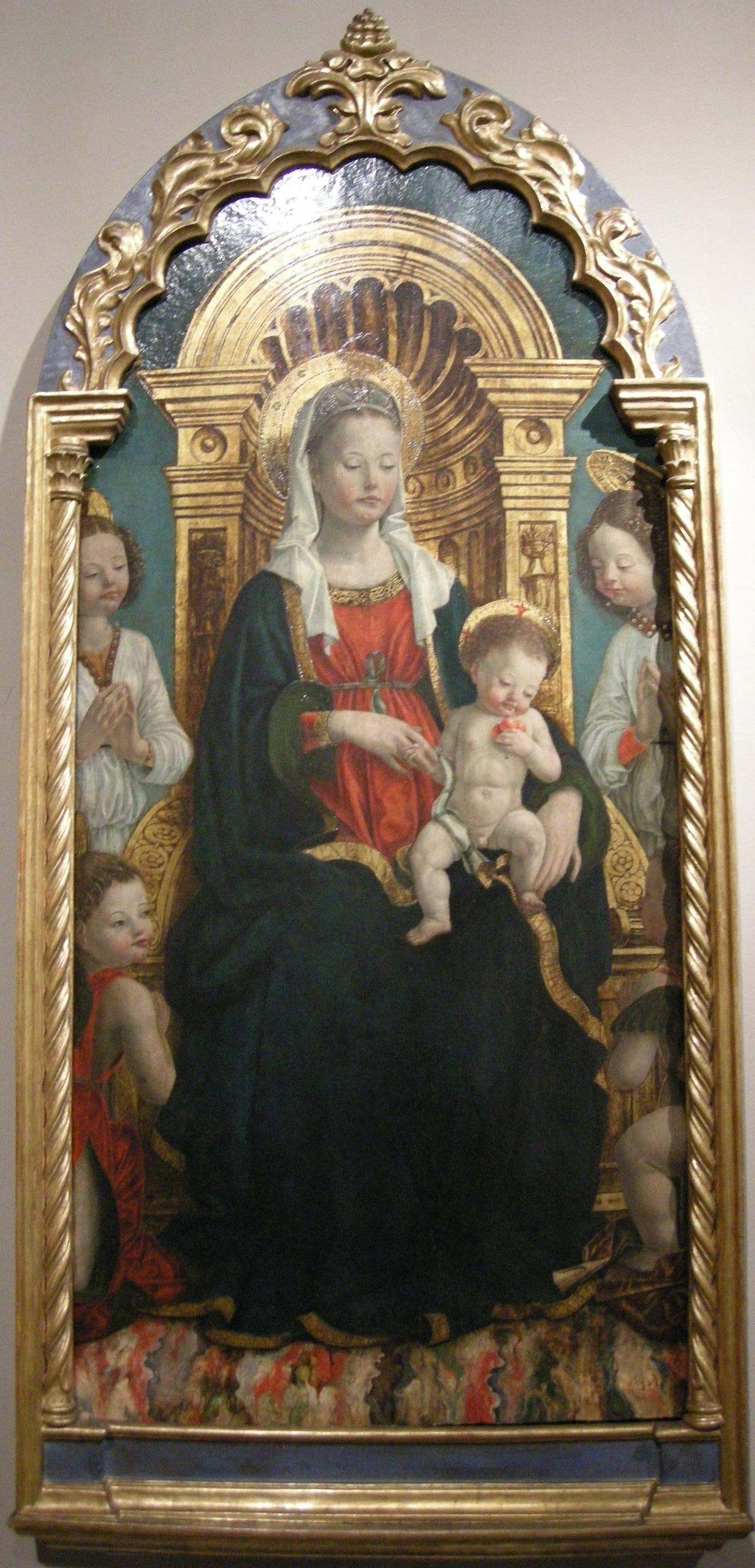
Madonna and Child Enthroned with Four Angels (1475–80) by Giovanni Martino Spanzotti.